# Петушков Адам Захарович
Адам Захарович Петушков (22 квітня 1918, Федотова Буда — 25 липня 1976, Київ) — радянський офіцер, Герой Радянського Союзу, в роки радянсько-німецької війни командир танкового взводу 166-го окремого інженерно-танкового полку 3-ї гвардійської танкової армії 1-го Українського фронту, старший лейтенант.

## Біографія
Народився 22 квітня 1918 року в селі Федотова Буда (нині Климовицького району Могильовської області Білорусі) в селянській родині. Білорус. Член КПРС з 1944 року. Закінчив Рогачевське педагогічне училище. Працював учителем.
У 1940 році призваний до лав Червоної Армії. У 1942 році закінчив Пушкінське танкове училище. У боях радянсько-німецької війни з жовтня 1943 року. Воював на 1-му Українському фронті.
3 листопада 1943 року танковий взвод 166-го окремого інженерно-танкового полку під командуванням старшого лейтенанта А. З. Петушкова при прориві оборони противника виконав проходи для танків в мінних полях на північний захід від Києва. 4 листопада 1943 року, діючи в передовому загоні, першим увірвався в село Святошино (нині в межі міста Києва). 6 листопада 1943 року танковий взвод старшого лейтенанта А. З. Петушкова увірвався на північну околицю села Глевахи Васильківського району Київської області, підбив штурмову гармату. Переслідуючи відступаючого ворога, вогнем і гусеницями знищив багато ворожої живої сили і техніки.
Указом Президії Верховної Ради СРСР від 10 січня 1944 року за мужність і героїзм, проявлені при звільненні Києва від німецько-фашистських загарбників старшому лейтенанту Адаму Захаровичу Петушкову присвоєно звання Героя Радянського Союзу з врученням ордена Леніна і медалі «Золота Зірка» (№ 2235).

Могила Адама Петушкова

У 1947 році закінчив Військову академію бронетанкових і механізованих військ. З 1969 року полковник А. З. Петушков — в запасі. Жив і працював у Києві. Помер 25 липня 1976 року. Похований у Києві на Лук'янівському військовому кладовищі.

## Нагороди
Нагороджений орденом Леніна, орденом Червоної Зірки, медалями.